# Bacton (Suffolk)
Pour les articles homonymes, voir Bacton.
Bacton est un village et une paroisse civile du Suffolk, en Angleterre.